# Lara Dancz
Lara Dancz (30 de junio de 2000) es una deportista alemana que compite en halterofilia. Ganó una medalla de bronce en el Campeonato Europeo de Halterofilia de 2024, en la categoría de 76 kg.

## Palmarés internacional
| Campeonato Europeo | Campeonato Europeo | Campeonato Europeo | Campeonato Europeo |
| Año                | Lugar              | Medalla            | Categoría          |
| ------------------ | ------------------ | ------------------ | ------------------ |
| 2024               | Sofía (Bulgaria)   | Medalla de bronce  | 76 kg              |